# Alderton (Gloucestershire)
Alderton is een civil parish in het Engelse graafschap Gloucestershire.